# ستافيلو
ستافيلو (بالفرنسية: Ståvleu)‏، هي مدينة تقع في بلجيكا في اقليم في إقليم والونيا وتتيع لمدينة لييج على بعد 50 كيلومترا من المدينة و150 كيلومترا من العاصمة بروكسيل.، تبلغ مساحتها 8507 هكتار، بلغ عدد سكانها في إحصاء العام 2018 الـ7145 نسمة.

## تاريخها
ستافيلو واحدة من اقدم مدن بلجيكا، إذ يرجع تأسيسها إلى العام 648 بواسطة القديس ريماكل، بناءاً على طلب سيجيبيرت الثالث الذي كان مسؤولاً عن التبشير بالديانة المسيحية في المنطقة. 
بعد تفكك الامبراطورية الرومانية في مطلع القرن الخامس الميلادي توالى على المنطقة عدد من القسسة المبشرين من جنوب فرنسا وأنشؤوا أديرة تحوات لاحقا إلى مراكز لنشر المسيحية.
كانت ستافيلو تابعة لولاية ستافيلو-مالميدي الكنسية المستقلة، إلى أن حلّت هذه الولاية بعد الثورة الفرنسية وألحقت بفرنسا. وبعد هزيمة نابليون ألحق مؤتمر فيينا عام 1815 ستافيلو بمملكة الأراضي المنخفضة وأصبحت عام 1830 جزءا من بلجيكا، فيما ضمت مارميدي إلى بروسيا، ثم ضمت إلى بلجيكا أيضا عام 1919.
زار الشاعر الفرنسي غيوم أبولينير المدينة في سنة 1899 حيث كان عمره 19 سنة فقط وبقي فيها مع أخيه فترة قصيرة لكنها بقيت في ذاكرته وكثيراً ما ذكرها في قصائده وخصوصاً تلك المرأة التي أحبها فيها وهي ماريا دبوا.

## المناخ
يظهر الجدول التالي التغييرات المناخية على مدار السنة لستافيلو:
| البيانات المناخية لـستافيلو            | البيانات المناخية لـستافيلو | البيانات المناخية لـستافيلو | البيانات المناخية لـستافيلو | البيانات المناخية لـستافيلو | البيانات المناخية لـستافيلو | البيانات المناخية لـستافيلو | البيانات المناخية لـستافيلو | البيانات المناخية لـستافيلو | البيانات المناخية لـستافيلو | البيانات المناخية لـستافيلو | البيانات المناخية لـستافيلو | البيانات المناخية لـستافيلو | البيانات المناخية لـستافيلو |
| الشهر                                  | يناير                       | فبراير                      | مارس                        | أبريل                       | مايو                        | يونيو                       | يوليو                       | أغسطس                       | سبتمبر                      | أكتوبر                      | نوفمبر                      | ديسمبر                      | المعدل السنوي               |
| -------------------------------------- | --------------------------- | --------------------------- | --------------------------- | --------------------------- | --------------------------- | --------------------------- | --------------------------- | --------------------------- | --------------------------- | --------------------------- | --------------------------- | --------------------------- | --------------------------- |
| متوسط درجة الحرارة الكبرى °م (°ف)      | 3.4 (38.1)                  | 4.6 (40.3)                  | 8.5 (47.3)                  | 12.5 (54.5)                 | 16.7 (62.1)                 | 19.4 (66.9)                 | 21.7 (71.1)                 | 21.3 (70.3)                 | 17.4 (63.3)                 | 12.9 (55.2)                 | 7.3 (45.1)                  | 4.2 (39.6)                  | 12.6 (54.7)                 |
| المتوسط اليومي °م (°ف)                 | 0.9 (33.6)                  | 1.2 (34.2)                  | 4.4 (39.9)                  | 7.4 (45.3)                  | 11.6 (52.9)                 | 14.4 (57.9)                 | 16.6 (61.9)                 | 16.2 (61.2)                 | 12.9 (55.2)                 | 9.3 (48.7)                  | 4.7 (40.5)                  | 1.7 (35.1)                  | 8.5 (47.3)                  |
| متوسط درجة الحرارة الصغرى °م (°ف)      | −1.8 (28.8)                 | −2.1 (28.2)                 | 0.4 (32.7)                  | 2.4 (36.3)                  | 6.4 (43.5)                  | 9.4 (48.9)                  | 11.5 (52.7)                 | 10.9 (51.6)                 | 8.1 (46.6)                  | 5.4 (41.7)                  | 2.0 (35.6)                  | −0.7 (30.7)                 | 4.4 (39.9)                  |
| الهطول مم (إنش)                        | 115.1 (4.53)                | 97.6 (3.84)                 | 105.0 (4.13)                | 78.8 (3.10)                 | 89.9 (3.54)                 | 96.5 (3.80)                 | 100.9 (3.97)                | 95.7 (3.77)                 | 97.0 (3.82)                 | 97.3 (3.83)                 | 103.3 (4.07)                | 120.0 (4.72)                | 1٬197٫1 (47.13)             |
| متوسط أيام هطول الأمطار                | 15.1                        | 13.1                        | 15.1                        | 11.8                        | 12.5                        | 12.6                        | 12.5                        | 11.7                        | 12.1                        | 12.5                        | 14.9                        | 15.9                        | 159.8                       |
| ساعات سطوع الشمس الشهرية               | 45                          | 69                          | 113                         | 159                         | 185                         | 181                         | 197                         | 188                         | 133                         | 102                         | 49                          | 34                          | 1٬453                       |
| المصدر: Royal Meteorological Institute |                             |                             |                             |                             |                             |                             |                             |                             |                             |                             |                             |                             |                             |